# Водоспад Марокопа
Хоча водні ресурси Нової Зеландії, відомої красотами своєї природи, здаються практично невичерпними, водоспад Марокопа виділяється і на їх фоні - його часто описують як найпрекрасніший і чарівний природний феномен цих місць. Водоспад Марокопа знаходиться поблизу від унікальних печер Вайтомо і села з тією ж назвою. Другої такої печерної системи на Землі просто не існує. Це розгалужена мережа, якої вже більше двох мільйонів років, налічує близько 150 печер, в яких мешкають світлячки виду Arachnocampa luminosa, завдяки чому печери підсвічені незабутнім зеленувато -блакитним світлом. Через них здається, що стеля печер - це усипане зірками нічне небо. Вид на водоспад Марокопа відкривається просто дивовижний - сонячні промені падають прямо на бурхливо низвергающийся вниз потік води, в результаті чого в хмарі іскристою водного пилу часто виникають чарівної краси веселки, від зовсім маленьких до досить великих. Висота цієї природної пам'ятки становить 36 метрів від нижнього басейну. Марокопа - досить широкий скелястий водоспад. Внизу влаштований спеціальний оглядовий майданчик для відвідувачів, який дозволяє насолодитися незабутнім видом на водоспад і оглушливим шумом падаючої вниз води. Чудовий вид відкривається і з вершини водоспаду Марокопа, але туди дуже важко дістатися, практично неможливо для звичайних туристів без спеціального спорядження та підготовки.

## Розташування
Водоспад Марокопа знаходиться поблизу від унікальних печер Вайтомо і села з тією ж назвою.